# Закус Ігор Миронович
Іго́р Миро́нович За́кус (нар. 6 березня 1966, Червоноград) — український бас-гітарист, музикант, композитор, викладач. Заслужений артист України.
Народився і виріс в місті Червонограді, Львівської області. Закінчив Львівське музичне училище та Львівську музичну академію по класу гобоя. Паралельно займався бас-гітарою, і сьогодні відомий саме як бас-гітарист. Стилі, в яких працює Ігор — jazz, funk, fusion, рор.
Ігор заснував свою першу групу Fest ще тоді, коли жив у Львові. Ця група випустила лише один альбом: («У колі друзів») в 1999 році.
Кожен з наступних двох альбомів Закуса («Посвяти», 2003 і «Тут був Закус», 2006) виявився своєрідним проривом у плані майстерності, кращого запису та нових мелодій, які визначали власний стиль Ігоря.
Ігор Закус співпрацював з Оксаною Білозір, Таїсією Повалій, Іриною Білик, гуртом ВІА Гра.
У лютому 2007 року Закус став художнім керівником і співзасновником успішного проєкту JazzKolo.
JazzKolo відомий за кількістю живих концертів, компакт-дисків і DVD-дисків.
«Джаз-Коло» — це проєкт, створений для підтримки українського джазу, спрямований на об'єднання музикантів та розвиток української імпровізаційної музики. До проєкту запрошуються найкращі сили музичної еліти країни, утворюється новий, несподіваний, цікавий музичний продукт, який фіксується на аудіо та відео та складає архів вітчизняної джазової музики.
29.02.2008 р. у Львові в Театрі юного глядяча за сприяння журналу Український тиждень відбувся виступ Ігора Закуса і гурту «Z-Band» у складі: Дмитро Александров («Бобін») — саксофон, Родіон Іванов — клавішні, Олександр Лебеденко — ударні інструменти, Денис Аду — труба, Володимир Шабалтас — соло-гітара, Мирон Блощичак — духові народні інструменти. Теплі слова про свого друга Ігора Закуса і музикантів сказав шеф-редактор журналу Юрій Макаров. Під час концерту музиканти виконали композиції зі своїх альбомів «Присвяти» (2003), «Тут був Закус» (2006) та з альбому «Коломийки» (2007). Також музиканти презентували свої CD та DVD-диски.
|   | Проект «Jazz-Коло» — концерти українських джазових виконавців, які записують на аудіо- та відеоносії. Український джаз на DVD — це вперше в Україні. Це велика підтримка української музики", — сказав І. Закус під час перебування у Львові. |
| — | |

З  вересня 2017 по червень 2018 проєктом Jazz Kolo проведено 5 міжнародних музичних проєктів, в яких музиканти з Польщі, Австрії, Німеччини, Куби та Угорщини грали свою авторську імпровізаційну музику разом з українськими музикантами.
Протягом 2016—2018 років) в рамках проєкту Jazz Kolo проведено 11 джазових всеукраїнських конкурсів молодих виконавців, що піднімає на поверхню, стимулює та розвиває талановиту молодь.
Окрім  власних концертів Ігоря Закуса можна почути в міжнародних джазових проєктах за участі зіркових європейських джазменів, які проходять в Україні кожні два місяці та за кордоном, не кажучи вже про численні виступи з українськими виконавцями. Брав участь у стовренні CD-альбомів «Heartbeats» Юлії Роми, та «Paints» Наталії Лебедєвої (2006), у альбомі «Medium Cool» (2008).

## Дискографія
- 1998 — «У колі друзів»
- 2003 - Присвяти
- 2006 — «Тут був Закус (Zakus was here)»
- 2007 — «Ігор Закус, Z-Band. Коломийки live 2007»
- 2008 — «Коломийки»
- 2010 — Ігор Закус та Z-Band. «Українська басова Пісня»
- 2018 — «Повернення»